# Bolton (Mississippi)
Pour les articles homonymes, voir Bolton.
La ville américaine de Bolton est située dans le comté de Hinds, dans l’État du Mississippi. Lors du recensement de 2000, sa population s’élevait à 629 habitants.

## Personnalités
- Calvin Smith (1961-), athlète spécialiste du sprint, champion olympique et du monde, ancien recordman du monde du 100 m.

## Source
- (en) Cet article est partiellement ou en totalité issu de l’article de Wikipédia en anglais intitulé « Bolton, Mississippi » (voir la liste des auteurs).